# Muckrackers
Muckrackers est un groupe de Harsh punk industriel français, originaire de la Lorraine. Le nom semble inspiré par les muckrakers, des journalistes publiant des rapports impliquant des politiciens ou industriels et soulevant des questions de société aux États-Unis, dans les années 1890 à 1930. Le groupe produit ses propres disques qu'il sort grâce à son label discographique, Les Forges Alliées.

## Biographie

### Débuts (1998–2000)
Muckrackers, qui signifie littéralement « fouilles merde », se forme en 1998 au nord de la Lorraine. Le groupe donne pendant ces cinq premières années d'activité plus d'une centaine de concerts dans plusieurs pays d'Europe, dont la France, l'Allemagne, la Belgique, et la Suisse, entre autres.
Depuis 1998, Muckrackers participe à plusieurs compilations, dont The Second Assault of the Crow, Trapped in Yourself, Suicides Machines v1.0, Trees on Oscillation v2.0, I Turned Into a Martian, Dark Sampler for Dark Souls : Transmission 2, Noise Research Program In this Cold Terrific Room 1 et 2, Skeletons of Society vol.2, FQCB1, Red: A [Walnut + Locust] Compilation, Scratchtest #2, La chevauchée des vaches qui rient, Noise Research Program vol.2, Cloning Technology (Industrial European Research Selected by DJ HIV+), Diffusion phonographique populaire vol. 1...

### De#0à#4(2001–2004)
Le groupe publie son premier EP, intitulé #0. Le titre Gotov Je, qui y figure, dénonce le régime despotique de Milosevic et apporte son soutien à Otpor, le mouvement étudiant serbe, qui a contribué à la fin de ce régime). Une nouvelle édition de l'EP est publiée en septembre 2002 pour remplacer la première et combler la demande avec en bonus six remixes dont un inédit par John Cult des Dawn Visitors. La même année, le 1er novembre, sort l'EP intitulé #1, limité à 25 exemplaires, composé de cinq titres. La chanson Bomben im Bauch est une tentative de compréhension des motivations du fanatisme suicidaire, des kamikazes japonais, et des bombes humaines de la banlieue chic de Paris. Video Killed the Radio Star est une reprise industrielle du hit-single homonyme des Buggles.
Le 9 septembre 2002, pour célébrer le premier anniversaire de la mort du commandant Massoud, Muckrackers sort son troisième EP, intitulé #2, composé de six nouveaux titres. Cette sortie s'accompagne d'une édition limitée à quarante exemplaires enrichie de huit remixes du deuxième EP, #1. Le 11 novembre 2003, le groupe publie #3, un EP composé d'un seul titre inédit Flug, remixé par une douzaine d'artistes comme Punish Yourself et XTL. À la fin de 2003, le groupe publie le split Muckrackers – Lith : A Sonic Assault on Stage featuring Shizuka aux labels Les Forces Alliées et Sinik Dpt. Ce split, limité à 60 exemplaires, est enregistré pendant leur prestation lors du festival Regular Scene à Metz, le 25 juin 2003, à la salle Robert Ochs[réf. nécessaire].
En 2004 sort le split CD-R Muckrackers vs. The Guy George Project au label Les Forces Alliées. Cette même année sort le split Tanz Mit Feuer : A Tribute to Flam 'n Krush sur Les Forces Alliées, limité à 60 exemplaires CD-R 8cm. Cet hommage aux cracheurs de feu meusiens qui les ont accompagnés sur le festival Noxious Art à Pontcey en juin 2004. Tous les titres sont inédits et un morceau est spécialement composé pour le spectacle. Le split (BIO)LOGICAL(WAR) est une coproduction des labels Les Forces Alliées, Sinik Dpt., Novaya Zemlya, Rauwolfia, et 213 Records, composé de titre inédits, traitant des ravages des armes chimiques, entre Muckrackers, -cutman-, Lith, Dogmicide, Mourmansk150, et Rauwolfia ; limité à 120 exemplaires CD-R. Le 11 novembre 2004 sort l'EP #4 de quatorze pistes d'inédits sous des formes variées, live, démos, collaborations, CD-R limité à 50 exemplaires[réf. nécessaire].

### Bis Zum Todet[Uckange_4](depuis 2005)
En 2005, le groupe publie son cinquième EP, Rot_Front_36, en coffret double DVD contenant le clip du morceau Rot_Front_36 et un CD audio avec 22 remixes par F.Y.D, Hynner vs. Hant13, Shizuka, et Brain Leisure. Le premier album studio de Muckrackers, Bis zum Tod, sort en février 2006. Il est sorti en 700 exemplaires (dont 200 en édition limitée), le 22 février 2006. Il regroupe des compositions du groupe datant de 2003 à 2006. Par la suite, le groupe sort Bis zum Tod #bis, un CD live de la performance du groupe à Nancy à l'Azimut 854 en 2006. Il est offert aux membres de la compagnie Rot_Front_36 (les supporters du groupe) lors de la soirée Tanz Mit Feuer III organisée le samedi 17 juin 2006 à Metz. Il est limité à 50 exemplaires[réf. nécessaire].
En avril 2008, le deuxième album studio du groupe sort, [Uckange_4],. L'album s'attache à retracer l'histoire de la sidérurgie lorraine sous le symbole du haut-fourneau U4 d'Uckange inscrit au titre des Monuments Historiques en 2001. Sorti en 1 000 exemplaires (dont 300 en édition limitée), le 12 avril 2008. Il regroupe des compositions du groupe datant de 2003 à 2008 : un livret 16 pages et une carte de visite comportant les titres
En 2009 sort le split vinyle Muckrackers vs. Dee N Dee aux labels Les Forces Alliées et Zumol Records. Il contient quatre titres, chaque face dédiée à un groupe, avec pour premier titre une relecture de l'autre, suivi d'un inédit. Le troisième album studio du groupe, Chansons de la Forge, est publié en juillet 2010. En 2013 sort la compilation Fer! Fonte! Acier!.
En octobre 2021, le groupe est annoncé pour le 13 novembre au Gueulard à Nilvange, près de Metz avec les groupes Flutwacht, Igor!M et Justine Ribière,.

## Style musical et image
Le groupe a la particularité, sur ses derniers albums, d'avoir bâti son ambiance sonore à partir de samples provenant des lieux même dont les morceaux traitent. Par exemple, ils ont utilisé des échantillons provenant de la tôlerie forte de Mont Saint-Martin : sons métalliques, ambiances de manifestations... L’utilisation des samples de voix se rapproche ainsi d'un travail documentaire. Malgré plusieurs albums, le groupe reste auto-produit, revendiquant un côté punk.
Le groupe développe un concept visant à ce que les auditeurs n’oublient pas les ouvriers, mineurs et sidérurgistes lorrains, dont le travail jouera un rôle important durant l'après-guerre. Les textes de leurs chansons sont souvent scandés en allemand pour dénoncer les dictatures.

## Membres

### Membres actuels
- Negative (negative_rf36/19)
- ZAZ (ex dee'n dee)
- Pixel pourri (pixel pourri_rf36/24)

### Anciens membres
- DJ Cyberbass - basse, samples
- DJ Stakhanov - machines, voix
- DJ Lärm - basse, percussions, bruits, voix
- DJ Karbon - électronique, percussions
- DJ La Verge - voix
- Störung (störung_rf36/25)
- Ludomega (ludomega_rf36/14)